# Notophthiracarus procerus
Notophthiracarus procerus är en kvalsterart som beskrevs av Wojciech Niedbała 200. Notophthiracarus procerus ingår i släktet Notophthiracarus och familjen Phthiracaridae. Inga underarter finns listade i Catalogue of Life.